# Uganda i olympiska sommarspelen 2012
Uganda deltog i de olympiska sommarspelen 2012 som ägde rum i London i Storbritannien mellan den 27 juli och den 12 augusti 2012.

## Medaljörer
| Medalj | Namn              | Sport     | Gren              |
| ------ | ----------------- | --------- | ----------------- |
| Guld   | Stephen Kiprotich | Friidrott | Herrarnas maraton |

## Badminton
- Huvudartikel: Badminton vid olympiska sommarspelen 2012

| Spelare       | Gren       | Gruppnivå                    | Gruppnivå                     | Gruppnivå         | Gruppnivå        | Eliminering       | Kvartsfinal       | Semifinal         | Final / brons     | Final / brons    |
| Spelare       | Gren       | Motståndare Poäng            | Motståndare Poäng             | Motståndare Poäng | Placering        | Motståndare Poäng | Motståndare Poäng | Motståndare Poäng | Motståndare Poäng | Placering        |
| ------------- | ---------- | ---------------------------- | ----------------------------- | ----------------- | ---------------- | ----------------- | ----------------- | ----------------- | ----------------- | ---------------- |
| Edwin Ekiring | Herrsingel | Wong W K (HKG) L 10–21, 8–21 | Leverdez (FRA) L 12–21, 11–21 | 3                 | Gick inte vidare | Gick inte vidare  | Gick inte vidare  | Gick inte vidare  | Gick inte vidare  | Gick inte vidare |

## Friidrott
- Huvudartikel: Friidrott vid olympiska sommarspelen 2012

Förkortningar
- Notera – Placeringar gäller endast den tävlandes eget heat
- Q = Kvalificerade sig till nästa omgång via placering
- q = Kvalificerade sig på tid eller, i fältgrenarna, på placering utan att ha nått kvalgränsen
- NR = Nationellt rekord
- N/A = Omgången inte möjlig i grenen
- Bye = Idrottaren behövde inte delta i omgången

Herrar
Bana och väg
| Idrottare         | Gren           | Heat     | Heat      | Semifinal        | Semifinal        | Final            | Final            |
| Idrottare         | Gren           | Resultat | Placering | Resultat         | Placering        | Resultat         | Placering        |
| ----------------- | -------------- | -------- | --------- | ---------------- | ---------------- | ---------------- | ---------------- |
| Jacob Araptany    | 3 000 m hinder | 8:35.85  | 7         | i.u.             | i.u.             | Gick inte vidare | Gick inte vidare |
| Thomas Ayeko      | 10 000 m       | i.u.     | i.u.      | i.u.             | i.u.             | 27:58.96         | 16               |
| Benjamin Kiplagat | 3 000 m hinder | 8:18.44  | 6 q       | i.u.             | i.u.             | DSQ              | DSQ              |
| Abraham Kiplimo   | 5 000 m        | 13:31.57 | 15        | i.u.             | i.u.             | Gick inte vidare | Gick inte vidare |
| Stephen Kiprotich | Maraton        | i.u.     | i.u.      | i.u.             | i.u.             | 2:08:01          | 1                |
| Moses Kipsiro     | 5 000 m        | 13:17.68 | 7 q       | i.u.             | i.u.             | 13:52.25         | 15               |
| Moses Kipsiro     | 10 000 m       | i.u.     | i.u.      | i.u.             | i.u.             | 27:39.22         | 10               |
| Geoffrey Kusuro   | 5 000 m        | 13:59.74 | 19        | i.u.             | i.u.             | Gick inte vidare | Gick inte vidare |
| Julius Mutekanga  | 800 m          | 1:48.41  | 5         | Gick inte vidare | Gick inte vidare | Gick inte vidare | Gick inte vidare |

Damer
Bana och väg
| Idrottare       | Gren           | Heat     | Heat      | Semifinal        | Semifinal        | Final            | Final            |
| Idrottare       | Gren           | Resultat | Placering | Resultat         | Placering        | Resultat         | Placering        |
| --------------- | -------------- | -------- | --------- | ---------------- | ---------------- | ---------------- | ---------------- |
| Janet Achola    | 1 500 m        | 4:11.64  | 11        | Gick inte vidare | Gick inte vidare | Gick inte vidare | Gick inte vidare |
| Dorcus Inzikuru | 3 000 m hinder | 9:35.29  | 7         | i.u.             | i.u.             | Gick inte vidare | Gick inte vidare |
| Jane Suuto      | Maraton        | i.u.     | i.u.      | i.u.             | i.u.             | 2:44:46          | 93               |